# Ahmed Rafa
Pour les articles homonymes, voir Rafa.
Antoine Rafa,, né Ahmed Rafa,  le 22 avril 1906 à Mouzaïaville (auj. Mouzaia) en Algérie et décédé le 7 mars 1998 à Saverne, est un général français.
Il est le premier musulman originaire d'Algérie à avoir été officier général dans l'armée française.

## Biographie
Il fait ses études primaires et secondaires à Alger et s'engage en 1926 au 5e régiment de tirailleurs algériens (RTA).  
Gravissant très rapidement les premiers échelons de la hiérarchie, il est nommé caporal, puis sergent et adjudant, avant d'être promu sous-lieutenant en 1937. Il est alors affecté au 13e RTA stationné alors à Metz. 
Il participe à la Bataille de France au cours de laquelle il est fait prisonnier en juin 1940. Au cours d'un transfert, il parvient à s'évader et rejoint la Résistance dans la région d'Orléans où il adopte le pseudonyme de Chérifi Kaddour. Après avoir participé à la libération d'Orléans aux côtés des FFI et des forces américaines, il rejoint la 1re Armée française sur le front d'Alsace. Son régiment, le 7e RTA, subit de lourdes pertes au cours des combats contre les Allemands et est alors renvoyé en Algérie pour y être recomplété en effectifs. 
Revenu en Allemagne après la victoire du 8 mai 1945, le capitaine Rafa se voit confier le commandement de la 2e compagnie du 7e RTA en zone française d'occupation en Allemagne. Il acquiert la réputation d'un chef doué d'une autorité naturelle sur les tirailleurs qui composent son unité.
En 1953, le chef de bataillon Ahmed Rafa est envoyé à Blida pour y prendre la tête du 1er bataillon du 1er RTA. En  novembre 1954, les premiers  attentats commis par le Front de libération nationale (FLN) marquent le début des « opérations de maintien de l'ordre » en Algérie. Durant trente mois, le 1er bataillon ira de succès en succès dans l'Est algérien, dans le massif de l'Aurès, les Nementcha et dans le  Nord-Constantinois. Il y détruit d'importantes formations des indépendantistes du FLN et récupère plusieurs centaines d'armes.
D'octobre 1957 à novembre 1960, le lieutenant-colonel Ahmed Rafa sert en Allemagne au sein du 13e RTA puis, revenu en Algérie, il sert au sein  l'état-major du général Challe, où ses connaissances du monde algérien et son expérience de la guérilla se révèlent particulièrement précieuses. 
En décembre 1960, le colonel Rafa prend, à Barika, le commandement du 7e RTA et devient le premier musulman d'Algérie à commander un régiment. Au cours de l'année 1961, son régiment aura à son actif  300 membres du F.L.N. tués et 124 armes de guerre récupérées. Son régiment est après l'indépendance de l'Algérie reconnue le 3 juillet 1962 revenu sur le sol métropolitain.  
Promu général de brigade en octobre 1961, le général Ahmed Rafa est nommé en octobre 1962 adjoint à l'inspecteur de l'infanterie.   
Avant l'indépendance de l'Algérie, il est contacté par des émissaires du FLN afin d'être le premier chef d'état-major de l'armée algérienne, après son indépendance. Il refuse tout contact avec tout membre du FLN  et réaffirme aux plus hautes autorités militaires et civiles qu'il n' a jamais été question pour lui de servir une quelconque « autorité algérienne  ». En 1964, il prend sa retraite à Phalsbourg avec son épouse d'origine lorraine. 
Il change ensuite son prénom et devient Antoine Rafa.
Décédé en 1998, il est le premier et un des rares français d'origine algérienne à avoir été nommé officier général dans l'armée française. D'autres le furent après lui tels Nadi Yesid (1917-2011), général de brigade  et Raphaël Zahoual (1921-2000), contrôleur général des Armées,.

## Distinctions
- Commandeur de la Légion d'honneur[Quand ?]
  - Officier de la Légion d'honneur[Quand ?]
  - Chevalier de la Légion d'honneur (juillet 1950)
- Grand officier de l'Ordre national du mérite[Quand ?]
- Croix de Guerre 1939-1945 (6 citations)

## Sources
1. ↑  Comme indiqué à ce prénom sur le répertoire alphabétique des officiers généraux de l'armée de terre et des services, publié par le Service historique de la Défense, dossier d'Antoine Rafa (côte GBR 14 YD 2016). En ligne
2. 1 2  Fiche de décès de Antoine Rafa, fichier des décès de l'INSEE
3. ↑  Relevé généalogique sur Filae
4. 1 2 3  « Une autre décision du conseil des ministres ne manquera pas de retenir l'attention : la promotion au grade de général de brigade du colonel Ahmed Rafa, actuellement commandant du 7e régiment de tirailleurs algériens, à Barika, dans le Sud constantinois.Le général Rafa avait été, en décembre 1960, le premier musulman d'Algérie à commander un régiment. », Le général de brigade Ahmed Rafa est le premier officier général musulman d'Algérie, Le Monde, 8 septembre 1961
5. ↑  L'expression « guerre d'Algérie » n'a été officiellement adoptée en France que le 18 octobre 1999
6. ↑  Le général Rafa est nommé adjoint à l'inspecteur de l'infanterie, Le Monde, 4 octobre 1962
7. ↑  « Corse Matin - Avis de décès », sur www.corsematin.com
8. ↑  Pierre Boz, Une fin des temps : fragments d'histoire des chrétiens en Algérie (1888-2008), Desclée De Brouwer, 2009
9. ↑  Biographie Raphaël Zahoual, Who's Who